# Coscinocera hercules
Hercule
Espèce
Coscinocera hercules, l'Hercule, est une espèce de lépidoptères de la famille des Saturniidae qui se rencontre en Nouvelle-Guinée et dans le Nord de l'Australie. 

## Description
L'adulte a une envergure d'environ 25 cm, ce qui en fait l'un des plus grands papillons du monde. Il a la plus grande surface d'ailes documentée (d'environ 300 cm2), la plus grande de tous les insectes,.
Il est principalement de couleur brune ou marron avec un peu de blanc, avec des taches claires sur chacune des quatre ailes. La couleur ne varie pas beaucoup entre les mâles et les femelles. Les mâles adultes ont des queues plus longues et plus fines sur leurs ailes arrière que les femelles. Les chenilles mesurent environ 12 cm au dernier stade et pèsent une cinquantaine de grammes.

## Alimentation
Le papillon adulte ne se nourrit pas. Les chenilles se nourrissent des feuilles d'un certain nombre d'arbres de la forêt tropicale, notamment Dysoxylum mollissimum et de Glochidion ferdinandi.

## Liste des sous-espèces
Selon GBIF (21 octobre 2023) :
- Coscinocera hercules hercules Miskin, 1879
- Coscinocera hercules heros Rothschild, 1899

## Systématique
Le nom valide complet (avec auteur) de ce taxon est Coscinocera hercules (Miskin (d), 1876). À noter que, selon les sources, la date de description de cette espèce est donnée pour être 1875, 1876 ou encore 1879.
Cette espèce a été initialement décrite sous le protonyme Attacus hercules.
Coscinocera hercules a pour synonymes :
- Coscinocera butleri Rothschild, 1895
- Coscinocera heraclides Joicey & Talbot, 1916
- Coscinocera joiceyi Bouvier, 1927

## Publication originale
- (en) W. H. Miskin, « On a new and remarkable species of Attacus », Transactions of the Entomological Society of London, Londres, vol. 24,‎ 1876, p. 7-9 (ISSN 2053-2520, e-ISSN 2056-810X, lire en ligne, consulté le 21 octobre 2023).